# Silésie tchèque
Pour les articles homonymes, voir Silésie (homonymie).
La Silésie tchèque (en tchèque : České Slezsko) est une région historique d'Europe centrale, actuellement l'une des composantes de la Tchéquie avec la Bohême et la Moravie. Le territoire, qui faisait autrefois partie de la couronne de Bohême, correspond à une partie de la Silésie et à l'ancienne Silésie autrichienne à la suite de la perte de la plus grande partie de la Silésie par la monarchie de Habsbourg au profit de la Prusse au XVIIIe siècle. Après 1945, la Silésie allemande est devenue polonaise dans sa majeure partie. 

## Géographie

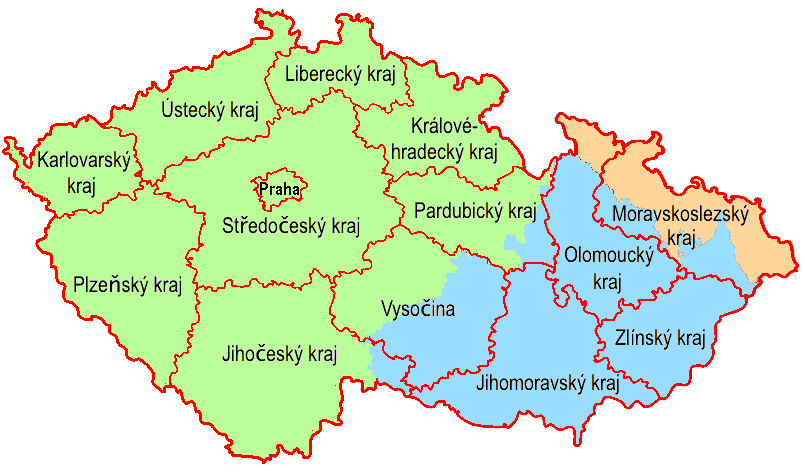
Les pays historiques de la couronne de Bohême : la Silésie (orange), la Moravie (bleu) et la Bohême (vert) et les régions administratives actuelles de la Tchéquie.

Située dans le nord-est de la Tchéquie, la Silésie tchèque couvre 4 459 km2 et compte environ 1 million d'habitants. Elle fait actuellement partie de la région de Moravie-Silésie et, dans une moindre mesure, de la région d'Olomouc. Son chef-lieu historique est Opava. 
Le territoire s'étend des Sudètes jusqu'aux montagnes des Carpates occidentales (Beskides) à l'est. Le cours supérieur de l'Oder et l'Opava sont les rivières principales. La plus grande ville, Ostrava, n'est qu'en partie situé dans la région historique, dont la capitale est Opava. D'autres villes sont Bruntál, Krnov, Karviná, Bohumín, Havířov et Český Těšín.
Au sud, la Silésie tchèque a une frontière avec la Moravie, au sud-est, avec la Slovaquie (région de Žilina), à l'est, au nord et au sud-ouest, avec la Silésie polonaise (les voïvodies de Silésie, d'Opole et de Basse-Silésie).

## Histoire
Depuis l'époque médiévale, la Silésie a toujours été un enjeu de puissance entre les souverains de Bohême et du royaume de Pologne, dont elle a fait successivement partie. En 1138, le duché de Silésie est levé avec le démembrement territorial de la Pologne ; au XIIIe siècle, il se divisa en une pluralité de petits principautés gouvernées par la dynastie Piast de Silésie. La plupart de ces territoires ont été intégrées au royaume de Bohême jusqu'en 1335. À partir de 1526 les pays de la couronne de Bohême sont rattachés à la monarchie des Habsbourg.

Les territoires de la Silésie autrichienne.

Après la première guerre de Silésie, par le traité de Breslau signé en 1742, l'empire des Habsbourg ne conserva qu'une petite partie de la région : le duché de Teschen ainsi que les zones sud du duchés d'Opava, de Jägerndorf et de la principauté de Nysa, territoires de la Silésie autrichienne. Désignée officiellement sous le nom du duché de Haute et de Basse-Silésie (en allemand : Herzogtum Ober-und Niederschlesien) elle fut une terre de la couronne de l'empire d'Autriche à partir de 1804 et constitua un territoire de la Cisleithanie au sein de la « double-monarchie » austro-hongroise.
Après la Première Guerre mondiale et la dissolution de l'Autriche-Hongrie, la Silésie autrichienne, de population alors mi-tchèque, mi-allemande, a été revendiquée à la fois par la nouvelle République tchécoslovaque et par l'Autriche allemande. Au traité de Saint-Germain-en-Laye signé le 10 septembre 1919, les Alliés donnent priorité aux revendications tchèques. À la suite de la guerre polono-tchécoslovaque de 1919, la conférence de Spa (1920) attribue à la République tchécoslovaque la moitié sud-ouest du duché de Teschen et de la ville homonyme tandis que la moitié nord-est du duché et de la ville reviennent à la Pologne, la rivière Olza formant la frontière. En 1921, le traité de Versailles ajoute à la Tchécoslovaquie la région de Hlučín qui appartenait auparavant à l'Empire allemand (Silésie prussienne).
À partir de 1928, la Silésie tchèque et la Moravie ont formé une région commune de l'État tchécoslovaque. Dans la région des Sudètes, les Allemands constituaient la majorité de la population. Par les accords de Munich en 1938, toute la Silésie tchèque, à l'exception du territoire de Hlučín et de Český Těšín, fut incorporée dans le Reichsgau Sudentenland du Troisième Reich, Český Těšín étant quant à elle annexé par la Pologne en octobre à la suite d'un ultimatum.
Durant les années d'après-guerre, la région a été divisée et éparpillée entre plusieurs districts (okresy) au sein de la région de Moravie du Nord. La situation est un peu plus favorable aujourd'hui. Si l'ancien district de Jeseník a été intégré à la région d'Olomouc, le reste de la Silésie tchèque fait partie de la Moravie-Silésie

## Personnalités de la région
- Karel Engliš (1880-1961), économiste tchèque et fondateur de la théorie économique téléologique, l'un des plus importants théoriciens de l'économie dans l'entre-deux-guerres, Ministre des Finances dans plusieurs gouvernements tchécoslovaques entre 1920 et 1930, cofondateur de l'Université Masaryk de Brno et gouverneur de la Banque nationale tchécoslovaque (1934-1939).
- Petr Bezruč (1867-1958), écrivain, poète et ami de Karel Engliš.